# Anna Emilie Møller
Anna Emilie Møller (* 28. Juli 1997 in Kopenhagen) ist eine dänische Leichtathletin, die sowohl im Langstreckenlauf als auch im Hindernislauf an den Start geht.

## Sportliche Laufbahn
Erste internationale Erfahrungen sammelte Anna Emilie Møller 2015 bei den Junioreneuropameisterschaften im schwedischen Eskilstuna, bei denen sie im 5000-Meter-Lauf in 16:07,43 min die Silbermedaille hinter der Deutschen Alina Reh gewann und sich über 3000 Meter in 9:17,36 min die Bronzemedaille sicherte. Im Jahr darauf wurde sie bei den U20-Weltmeisterschaften in Bydgoszcz in 9:43,84 min Fünfte im Hindernislauf und qualifizierte sich damit auch für die Olympischen Spiele in Rio de Janeiro, bei denen sie mit neuem Landesrekord von 9:32,68 min im Vorlauf ausschied. Bei den Crosslauf-Weltmeisterschaften 2017 in Kampala beendete sie ihr Rennen nach 37:36 min auf dem 71. Rang und bei den U23-Europameisterschaften in Bydgoszcz siegte sie im Hindernislauf in 9:43,05 min. Dadurch konnte sie auch an den Weltmeisterschaften in London teilnehmen, gelangte dort mit 9:44,12 min aber nicht bis in das Finale. Im Jahr darauf wurde sie bei den Europameisterschaften in Berlin in 9:31,66 min Siebte und gelangte beim Continental-Cup in Ostrava in 9:42,57 min auf den vierten Platz. Im Dezember sicherte sie sich bei den Crosslauf-Europameisterschaften in Tilburg in 20:34 min den Titel in der U23-Wertung.
Bei den Crosslauf-Weltmeisterschaften 2019 in Aarhus gelangte sie nach 37:51 min auf den 15. Platz und siegte anschließend bei den U23-Europameisterschaften in Gävle in neuem Meisterschaftsrekord von 9:27,31 min im Hindernislauf und in neuem Landesrekord von 15:07,70 min auch über 5000 Meter.  Sie qualifizierte sich damit in beiden Bewerben für die Weltmeisterschaften in Doha im Oktober, bei denen sie über 5000 Meter mit 15:11,76 min im Vorlauf ausschied, während sie im Hindernislauf mit neuem Landesrekord von 9:13,46 min im Finale auf den siebten Platz gelangte. Im Dezember siegte sie dann bei den Crosslauf-Europameisterschaften in 20:30 min in der U23-Klasse. 2021 nahm sie erneut im Hindernislauf an den Olympischen Sommerspielen in Tokio teil und schied dort mit 9:31,99 min in der Vorrunde aus, ehe sie bei den Crosslauf-Europameisterschaften in Dublin nach 29:11 min auf Rang 37 gelangte.
Nach einer dreijährigen Wettkampfpause bestreitet sie seit 2025 wieder Wettkämpfe und wurde bei der Premiere der Straßenlauf-Europameisterschaften 2025 in Löwen in 34:12 min 62. über 10 km.
In den Jahren 2015, 2016 und 2019 wurde Møller dänischer Meisterin im 1500-Meter-Lauf sowie 2016 und 2018 auch über 800 Meter. Über 5000 Meter sicherte sie sich die Meistertitel 2015 und 2017 sowie 2019 und 2021. 2018 und 2021 gewann sie den Titel im Hindernislauf.

## Persönliche Bestleistungen
- 800 Meter: 2:05,91 min, 28. August 2016 in Aarhus
- 1500 Meter: 4:09,12 min, 29. Juni 2019 in Watford
- 3000 Meter: 8:47,83 min, 6. September 2016 in Zagreb
- 5000 Meter: 15:07,70 min, 14. Juli 2019 in Gävle (dänischer Rekord)
- 5-km-Straßenlauf: 15:36 min, 17. Februar 2019 in Monaco
- 10-km-Straßenlauf: 33:25 min, 29. März 2025 in Aarhus
- 3000 m Hindernis: 9:13,46 min, 30. September 2019 in Doha (dänischer Rekord)